# Saison 1 de La Cinquième Dimension
Chronologie
Saison 2 de La Cinquième Dimension
Cet article présente le guide de la première saison de la série télévisée La Cinquième Dimension.

## Épisodes

### Épisode 1a:Le Jour de la déchirure
- États-Unis : 27 septembre 1985 sur CBS
- France : 24 février 1986 sur La Cinq

- Bruce Willis (Peter Jay Novins)
- Dan Gilvezan (Barman)
- Murukh (La femme de la banque)
- John Carlyle (Employé de bureau)
- Seth Isler (L'alter égo)
- Anthony Grumbach (Le groom)

Assis au bar, un homme utilise le téléphone public pour appeler sa femme. Pensant avoir fait le numéro du travail de cette dernière, il a en fait composé machinalement le numéro du téléphone de son appartement. S'ensuit une série d'essais désespérés pour savoir qui est cet étranger qui s'est introduit chez lui, comment avait-il les clés et surtout pourquoi a-t-il la même voix que le propriétaire de l'appartement qu'il occupe ?
- Cet épisode est le premier de la série, faisant suite à la série précédente datant de 1959, La Quatrième Dimension.
- Cet épisode a souvent déçu les fans de la série originale : les épisodes précédents durant environ 25 minutes, et s'effectuaient d'une traite, sans interruption volontaire au niveau de la série : le redécoupage de cet épisode durant 15 minutes et séparé par plusieurs dates marquant les jours qui passent a déçu de nombreux adeptes de La Quatrième Dimension. Les épisodes qui suivirent furent plus respectueux des épisodes de la première série.
- C'est Bruce Willis qui tient le rôle des deux Peter Jay Novins. À cette époque, il n'a tourné que dans deux ou trois films et apparaît beaucoup plus souvent dans des séries télévisées.
- Bruce Willis, qui fut obligé de se doubler lui-même, devint aphone à la fin du tournage. Cette explication est donnée par l'équipe de production dans leur commentaire audio (lors de la sortie de la série en dvd).

### Épisode 1b:Une petite paix bien tranquille
- États-Unis : 27 septembre 1985 sur CBS
- France : 24 février 1986 sur La Cinq

- Melinda Dillon (Penny)
- Greg Mullavey (Russ)
- Virginia Keehne (Susan)
- Brittany Wilson (Janet)
- Joshua Harris (Russ Jr.)
- Judith Barsi (Gertie)
- Clare Nono (Présentatrice des nouvelles)
- Elma V. Jackson (Première cliente)
- Pamela Gordon (Seconde cliente)
- Laura Waterbury (Troisième cliente)
- Todd Allen (Le BCBG)
- Isabelle Walker (La BCBG)

- Cet épisode reflète l'inquiétude qui régnait à l'Est comme à l'Ouest à la fin de la guerre froide.
- Lors de la scène finale, nous pouvons voir le film Docteur Folamour (Dr Strangelove) projeté dans un cinéma. Ce film traite également des mêmes thèmes: la guerre froide et le bombardement atomique.
- Pas de narration à la fin.

### Épisode 2a:Jeux de mots
- États-Unis : 4 octobre 1985 sur CBS
- France : 3 mars 1986 sur La Cinq

- Adam Raber (Donnie Lowery)
- Robert Klein (Bill Lowery)
- Annie Potts (Cathy Lowery
- Robert Downey Sr. (Monsieur Miller)
- Brian Bradley (Le champion)
- Bernard Behrens (Le vieux vendeur)
- Anne Bettencourt (L'infirmière des admissions)
- Willard Peugh (L'homme de l'ascenseur)
- Helene Udy (La femme)
- Alexandra Morgan (La première infirmière)
- Lee Arnone (La seconde infirmière)
- Raye Birk (Le barbu)
- Joseph Whipp (Doug Seaver)
- Russ Marin (Le docteur)
- Dwier Brown (Robbie)

### Épisode 2b:Rêve-machine
- États-Unis : 4 octobre 1985 sur CBS
- France : 3 mars 1986 sur La Cinq

- Meg Foster (Jenny)
- David Hayward (Paul)
- Vincent Guastaferro (Le technicien)
- Lee Anthony (Le technicien de secours)
- Kristi Purdy (La jumelle # 1)
- Deanna Purdy (La jumelle # 2)

### Épisode 2c:Rencontre du cinquième type
- États-Unis : 4 octobre 1985 sur CBS
- France : 3 mars 1986 sur La Cinq

- Terry O'Quinn (Docteur Kurt Lockridge)
- Ben Piazza (Docteur Vaughn Heilman)
- John Ashton (Directeur d'équipe Brady Simmons)
- Steve Bassett (Gerald Tyson)
- Iona Morris (Annie)
- Alma Martinez (Teresa Rojas)
- Chad Hayes (Peter Iverson)
- Lin Shaye (Kate Simmons)
- Dan Gilvezan (Opérateur de la navette Columbia)

### Épisode 3a:Le Guérisseur
- États-Unis : 11 octobre 1985 sur CBS
- France : 10 mars 1986 sur La Cinq

- Eric Bogosian (Jackie Thompson)
- Vincent Gardenia (Harry Faulk)
- Robert Costanzo (Joe Rubello)
- Joaquín Martínez (Duende)
- Adam Ferris (Le garçon sourd)
- Joy Pankin (La mère du garçon sourd)
- Ed Levey (Le premier voisin)
- Vivian Bonnell (La femme noire)
- Anthony Johnson (Le vigile)
- Lauren Levinson (La mère d'Amanda)

L'épisode L'Homme et son double, de la série originale, présente aussi un personnage lâche et craintif appelé Jackie, qui devient un homme courageux appelé John à la fin de l'histoire.

### Épisode 3b:Zoo d'enfants
- États-Unis : 11 octobre 1985 sur CBS
- France : 10 mars 1986 sur La Cinq

- Lorna Luft (Sheila Cunningham)
- Steven Keats (Martin Cunningham)
- Jackie Bernstein (Debbie Cunningham)
- Sydney Walsh (Melody)
- Al Alu (L'homme emprisonné # 4)
- Virginia Morris (La femme emprisonnée # 4)
- Pamela Brown (La femme emprisonnée # 3)
- Jack Taloe (L'homme emprisonné # 3)
- Wes Craven (L'homme emprisonné # 1)
- Kerry Slattery (La femme emprisonnée # 1)
- Don Deforest Paul (L'homme emprisonné # 2)
- Sandy Brown Wyeth (La femme emprisonnée # 2)

- Wes Craven joue le rôle du mari dans le premier couple observé par Debbie.
- Cet épisode fut conçu pour durer 10 minutes, soit l'un des épisodes les plus courts de la série. Il ne comporte donc ni de segment d'introduction, ni de segment de conclusion. Il avait été fait dans le but d'être diffusé additionnellement aux épisodes Le Guérisseur et Kentucky Rye.

### Épisode 3c:Kentucky Rye
- États-Unis : 11 octobre 1985 sur CBS
- France : 10 mars 1986 sur La Cinq

- Jeffrey DeMunn (Bob Spindler)
- Michael Greene (Irving)
- Philip Bruns (Le barman)
- Arliss Howard (L'étranger)
- Clarence Felder (Randy)
- Scott Jaeck (Pete)
- John DeMita (George)
- Brad Burlingame (Larry)
- Rosemarie Thomas (Nancy)
- Gloria Rusch (Laura)
- Lisa Long (Debbie)
- John Davey (Officier de police)
- Tim Russ (Second officier de police)

### Épisode 4a:Enfant de nulle part
- États-Unis : 18 octobre 1985 sur CBS
- France : 17 mars 1986 sur La Cinq

- Season Hubley (Carol Shelton)
- Nicolas Surovy (Greg)
- Scott Grimes (Kenny)
- Nancy Kyes (Femme au foyer mal fagotée)
- Joey Sotello (Infirmier)

### Épisode 4b:La Banque des vœux
- États-Unis : 18 octobre 1985 sur CBS
- France : 17 mars 1986 sur La Cinq

- Dee Wallace Stone (Janice Hammond)
- Julie Carmen (Mary Ellen Bradshaw)
- Peter Land (Monsieur Brent)
- Harvey Vernon (Willoughby)
- Julie Payne (Employée de bureau)

- Cet épisode fut conçu pour durer 10 minutes, soit l'un des épisodes les plus courts de la série. Il avait été fait dans le but d'être diffusé additionnellement aux épisodes Enfant de nulle part et La Lumière des ténèbres.
- Cet épisode ne comporte pas de narration.

### Épisode 4c:La Lumière des ténèbres
- États-Unis : 18 octobre 1985 sur CBS
- France : 17 mars 1986 sur La Cinq

- Scott Paulin (Price)
- James Whitmore Jr. (Shériff Dennis Wells)
- Robert Swan (Bob)
- Exene Cervenka (La serveuse)
- Sandy Martin (Lindy)
- Bobby Bass (Ray)
- Matt Levin (Ricky)

### Épisode 5a:Pour qu'elle ne meure pas
- États-Unis : 25 octobre 1985 sur CBS
- France : 24 mars 1986 sur La Cinq

- Tony Lo Bianco (Paul Marano)
- Nan Martin (Première infirmière)
- Andrea Barber (Cathy Marano)
- Jenny Lewis (Sarah)
- John Gowans (Docteur Brice)
- Donna Jean Lansing (Infirmière)
- Adele Miller (Infirmière)

### Épisode 5b:L'Amour déçu de Cupidon
- États-Unis : 25 octobre 1985 sur CBS
- France : 17 mars 1986 sur La Cinq

- David Dukes (Todd Ettinger)
- Robert Morse (Cupidon)
- Carolyn Seymour (Megara)
- John Myhers (Bacchus)
- Andrew Masset (Peter)
- Patti Karr (April)
- Ingrid Boulting (La femme)

### Épisode 6a:QI mortel
- États-Unis : 1er novembre 1985 sur CBS
- France : 31 mars 1986 sur La Cinq

- Christopher Allport (Richard Jordan)
- David Mendenhall (Dickie Jordan)
- Elizabeth Norment (Ruth Jordan)
- Jeffrey Alan Chandler (Employé de bureau)
- Ed Krieger (Premier employé de bureau)
- Myrna White (Seconde employée de bureau)

### Épisode 6b:Le Futur des passés
- États-Unis : 1er novembre 1985 sur CBS
- France : 31 mars 1986 sur La Cinq

- Kerry Noonan (Charity Payne)
- Robert Duncan McNeill (Peter Wood)
- Gerald Hiken (Squire Jonas Hacker)
- James Cromwell (Obadiah Payne)
- Vanessa Brown (Tante Beulah)
- Michael Fox (Tom Carter)
- Jennifer Parsons (Ursula Miller)
- Jack Wells (Docteur Maxwell)
- Phil Proctor (Monsieur Wood)
- Barbara Lindsay (Madame Wood)

### Épisode 7a:Lieu maudit
- États-Unis : 8 novembre 1985 sur CBS
- France : 7 avril 1986 sur La Cinq

- Adrienne Barbeau (Mademoiselle Peters)
- Todd Susman (Le démon)
- Adam Postil (Le sorcier)
- Miguel Nunez (Trojan)
- Josh Richman (Fury)
- Fred Morsell (Hugh Costin)
- Brian Robbins (L'élève de terminale)
- Sarah Partridge (Professeur stagiaire)
- Richard Brainard (Le jeune frère)
- Susanne Sasson (Jennifer)
- Al Christy (Le vigile)
- Noelle Harling (Amanda)

### Épisode 7b:Gardien de l'univers
- États-Unis : 8 novembre 1985 sur CBS
- France : 7 avril 1986 sur La Cinq

- Danny Kaye (Gaspar)
- Glynn Turman (Billy Kinetta)
- Corky Ford (Le second loubard)
- John Bryant (Le premier loubard)
- Mike Reynolds (Le chauffeur de taxi)

### Épisode 8a:Le Nègre de Shakespeare
- États-Unis : 15 novembre 1985 sur CBS
- France : 14 avril 1986 sur La Cinq

- James Coco (Maury Winkler)
- Bob Dishy (Harry / William Shakespeare)
- Avery Schreiber (L'aubergiste)

### Épisode 8b:Le Mal génétique
- États-Unis : 15 novembre 1985 sur CBS
- France : 14 avril 1986 sur La Cinq

- Piper Laurie (Tante Neva)
- Andre Gower (Doug)
- Danny Cooksey (Le petit garçon)
- Roberts Blossom (L'homme)

### Épisode 8c:Un pacte avec le diable
- États-Unis : 15 novembre 1985 sur CBS
- France : 14 avril 1986 sur La Cinq

- Dan Hedaya (Nick)
- M. Emmet Walsh (Peter)
- Garrett Morris (Jake)
- Morgan Freeman (Tony)
- Barney Martin (Marty)

### Épisode 9a:Les Escarpins de feu Suzanne[1]
- États-Unis : 22 novembre 1985 sur CBS
- France : 21 avril 1986 sur La Cinq

- Helen Mirren (Maddie Duncan)
- Jeffrey Tambor (Kyle Montgomery)
- Theresa Saldana (Inez)
- Robert Pastorelli (L'homme)
- Sasha von Scherler (Eileen)
- Hardy Rawls (Hyatt)
- Tyra Ferrell (La bonne)
- Julie Dolan (L'adolescente)
- Leslie Bega (La seconde adolescente)
- Nana Visitor (Lori)
- Lance E. Nichols (Le chauffeur de taxi)
- Pia Gronning (Susan Montgomery)

- Dans la version noir et blanc, un clochard trouvait les chaussures d'un gangster et les enfilait. Ici, c'est une vendeuse qui reçoit comme article les chaussures d'une morte.
- Le clochard est démasqué par la femme du gangster, la vendeuse est démasquée par la bonne de la maison.
- Le clochard est tué par le patron du gangster qui ignore qui il était. La vendeuse s'enfuit à toutes jambes mais c'est une autre domestique qui trouve les souliers, puis le pistolet, et tue le mari.
- Cet épisode ne comporte pas de narration au début..

### Épisode 9b:Le Bazar de M. Wong
- États-Unis : 22 novembre 1985 sur CBS
- France : 21 avril 1986 sur La Cinq

- Brian Tochi (David Wong)
- Anna Maria Poon (Melinda)
- Carol Bruce (Madame Whitford)
- Stacy Keach Sr. (L'Homme âgé)
- Jack Jozefson (Le caissier)
- Marty Levy (Le client)

### Épisode 10a:L'Ombre de la nuit
- États-Unis : 29 novembre 1985 sur CBS
- France : 28 avril 1986 sur La Cinq

- Jonathan Ward (Danny Hayes)
- Jason Presson (Eric)
- Michael Lopez (Peter)
- Heather Haase (Lianna Ames)
- Jeff Calhoun (L'Homme fantôme)
- Kathleen Coyne (La mère)
- Tricia Bartholome (La fille aux cheveux roux)
- Julia Hendler (La fille avec les bretelles)
- Melissa Moultrie (Janie)
- Christopher Gosch (Le garçon)
- Marc Bentley (Le garçon avec des lunettes)
- David Goldsmith (L'ado)
- Amy O'Neill (La fille blonde)

### Épisode 10b:Le Petit Magicien
- États-Unis : 29 novembre 1985 sur CBS
- France : 28 avril 1986 sur La Cinq

- Murphy Dunne (L'oncle diabolique)
- Joel Polis (Le père)
- Wendy Philips (La mère)
- Gregory Mier (Joey)

### Épisode 10c:Chasse ouverte
- États-Unis : 29 novembre 1985 sur CBS
- France : 28 avril 1986 sur La Cinq

- Martin Kove (Joe Farrell)
- Jeffrey Jones (Carl Wilkerson)
- Elan Oberon (Sally)
- Molly Morgan (Kerri)
- Shawn Donahue (Joe Jr.)
- Andrea Hall (Beverly)
- Michael Nissman (Ned)
- Shelby Billington (La fille à la fête)
- Franck McRae (Shériff)
- Gary Hollis (L'invité)

### Épisode 11a:Le Phare
- États-Unis : 6 décembre 1985 sur CBS
- France : 19 mai 1986 sur La Cinq

- Charles Martin Smith (Docteur Dennis Barrows)
- Martin Landau (William Cooper-Janes)
- Giovanni Ribisi (Teddy)
- Cheryl Anderson (La citadine)
- Scott Lincoln (Policier)
- Hayley Taylor (Une autre citadine)

### Épisode 11b:Le Parcours de ma vie
- États-Unis : 6 décembre 1985 sur CBS
- France : 19 mai 1986 sur La Cinq

- Peter Riegert (Gus Rosenthal adulte)
- Chris Hebert (Gus Rosenthal jeune)
- Jack Kehoe (Lou Rosenthal)
- Barbara Tarbuck (Sarita Rosenthal)
- Susan Wheeler Duff (La femme)
- Biff Yeager (Jack Wheeldon adulte)
- Gary Karp (Jack Wheeldon jeune)

### Épisode 12a:L'Hologramme de l'amour
- États-Unis : 13 décembre 1985 sur CBS
- France : 12 mai 1986 sur La Cinq

- Kristoffer Tabori (Kevin Drayton)
- Anne Twomey (Nola Granville)
- Gary Cole (Daniel Gaddis)
- Wendy Girard (Carol Drayton)
- Betsy Licon (Nola Granville à 5 ans)
- Danica McKellar (Nola Granville à 10 ans)
- Katherine Wallach (Susan)
- Richard McGonagle (Lester)
- Nelson Welch (Ruskin)

### Épisode 12b:Mon âme au diable
- États-Unis : 13 décembre 1985 sur CBS
- France : 12 mai 1986 sur La Cinq

- Sherman Hemsley (Sam)
- Ron Glass (Le diable)

### Épisode 13a:Croyez-vous encore au Père Noël?
- États-Unis : 20 décembre 1985 sur CBS
- France : 5 mai 1986 sur La Cinq

- Richard Mulligan (Henry Corwin)
- William Atherton (Monsieur Dundee)
- Bill Henderson (Le vieux policier)
- Teddy Wilson (Henderson)
- Shelby Leverington (La mère du petit garçon)
- Joanne Baron (Madame Beacham)
- Thomas S. Duffy (L'Homme d'affaires)
- Hugo Stranger (Dobson)
- Charles Sweigart (Bruno le barman)
- Wayne Morton (Le directeur)
- Jeff Kober (Le jeune policier)
- Patricia Wilson (La femme de la chorale)
- Benji Gregory (Le petit garçon)
- Wilson Camp (L'homme)
- Paul Stout (Le garçon joueur de baseball)
- Georgia Schmidt (L'épouse)
- Muriel Minot (La mère de la petite fille)
- Enid Rodgers (La vieille fille)
- Brian Muehl (Le père)
- Toria Crosby (La petite fille)
- Larenz Tate (Le frère ainé)
- Harry Governick (L'Homme sur la route)
- Phyllis Ehrlich (La femme au téléphone)

- Monsieur Dundee se montre plus compréhensif que dans l'épisode original.
- Henry se rend compte qu'il devient un père-noël non parce qu'il découvre un traîneau mais parce qu'il s'aperçoit qu'il ne peut plus retirer son costume.
- C'est à Monsieur Dundee qu'Henry exprime son souhait de devenir père noël.

### Épisode 13b:Copie non conforme
- États-Unis : 20 décembre 1985 sur CBS
- France : 5 mai 1986 sur La Cinq

- Pam Dawber (Karen Billings)
- Charles Levin (Burt)
- Jeannie Elias (Marcy)
- Jonathan Frakes (Steve)
- Deborah Harmon (L'hôtesse)
- Michael Prince (Edward Rehnquist)
- Amzie Strickland (La femme de ménage)
- Jolina Collins (Le modèle)
- Douglas Blair (Le chauffeur de limousine)
- Ken Sagoes (Le travailleur)

### Épisode 13c:L'Étoile du berger
- États-Unis : 20 décembre 1985 sur CBS
- France : 5 mai 1986 sur La Cinq

- Fritz Weaver (Père Matthew Karsighan)
- Donald Moffat (Docteur Chandler)
- Elizabeth Huddle (Capitaine Durant)

### Épisode 14a:Images vivantes
- États-Unis : 3 janvier 1986
- France : 26 mai 1986

- Robert Carradine (Daniel Arnold)
- Marilyn Jones (Becky Arnold)
- John Carradine (Professeur Alex Stottel)
- Robert Morris (Curacai)

### Épisode 14b:Les Petits Hommes verts
- États-Unis : 3 janvier 1986 sur CBS
- France : 26 mai 1986 sur La Cinq

- Hamilton Camp (Liam O'Shaughnessy)
- Michael Alldredge (Mike Mulvaney)
- James Scally (Kelly)
- Tim Donoghue (Eddie Donovan)
- Anthony Palmer (McGinty)
- Hal Landon Jr. (O'Dell)
- Pat Crawford Brown (Madame Finnegan)

### Épisode 14c:Dessert explosif
- États-Unis : 3 janvier 1986 sur CBS
- France : 26 mai 1986 sur La Cinq

- Elliott Gould (Harry Folger)
- Bennett Ohta (Monsieur Lee)
- Caroline Lagerfelt (April Hamilton)
- Frederick Coffin (Max)

### Épisode 15a:La Nuit des monstres
- États-Unis : 24 janvier 1986 sur CBS
- France : 2 juin 1986 sur La Cinq

- Ralph Bellamy (Emile Francis Bendictson)
- Oliver Robins (Toby Michaels)
- Kathleen Lloyd (Madame Michaels)
- Bruce Solomon (Monsieur Michaels)
- Lewis Dauber (lou Calderon)
- Mary Margaret Lewis (Liz)

### Épisode 15b:Risque de paix mondiale
- États-Unis : 24 janvier 1986 sur CBS
- France : 2 juin 1986 sur La Cinq

- John Glover (L'ambassadeur extra-terrestre)
- Peter Michael Goetz (L'ambassadeur américain Fraser)
- Stefan Gierasch (Le diplomate russe)
- Fran Bennett (Dirigeant de l'ONU)
- José Angel Santana (Cadre)
- Gillian Eaton (Déléguée britannique)
- Richard Brestoff (Cadre britannique)

### Épisode 15c:Les Coulisses du temps
- États-Unis : 24 janvier 1986 sur CBS
- France : 2 juin 1986 sur La Cinq

- Adam Arkin (Michael Wright)
- Karen Austin (June Wright)
- Adolph Caesar (Superviseur)
- Marianne Muellerleile (La première femme de l'accident)
- Joanna Johnson (La seconde femme de l'accident)
- Alan David Gelman (L'Homme costaud)

### Épisode 16a:L'Ascenseur
- États-Unis : 31 janvier 1986 sur CBS
- France : 16 juin 1986 sur La Cinq

- Stephen Geoffreys (Will)
- Robert Prescott (Roger)
- Douglas Emerson (Roger jeune)
- Brandon Bluhm (Will jeune)

### Épisode 16b:Voir l'homme invisible
- États-Unis : 31 janvier 1986 sur CBS
- France : 16 juin 1986 sur La Cinq

- Cotter Smith (Mitchell Chaplin)
- Karlene Crockett (La femme invisible)
- Mary-Robin Redd (Margaret)
- Peter Hobbs (Bennett Gershe)
- Bonnie Campbell-Britton (La femme)
- Jack Gallagher (Le comique)
- Kenneth Danziger (Le maître d'hôtel)
- Richard Jamison (Le vigile)
- Chris McCarty (L'homme d'affaires)
- Karla Richards (La serveuse)
- Rebecca Robertson (L'infirmière)
- Dean Fortunato (Le dur à cuir)
- Steve Peterson (Le serveur)
- Terri Lynn Wood (La fille qui crie)
- Whit Hertford (Le jeune garçon)

Cet épisode est une adaptation de la nouvelle Voir l'homme invisible de Robert Silverberg, publiée pour la première fois dans Worlds of Tomorrow en avril 1963.

### Épisode 16c:Les Dents et la Sagesse
- États-Unis : 31 janvier 1986 sur CBS
- France : 16 juin 1986 sur La Cinq

- David Birney (Docteur Myron Mandel)
- Kenneth Mars (La Petite Souris)
- Oliver Clark (Docteur Walter Pinkham)
- Teresa Ganzel (Lydia Bixby)
- Peggy Pope (Madame Schulman)
- Mina Kolb (Madame Taylor)
- Jane Ralston (Réceptionniste)
- Ermal Williamson (Monsieur Frank)
- Martin Azarow (L'homme)
- Mitzi McCall (La dame d'âge moyen)
- William Utay (Le patient avec une rage de dents)
- Harry Stephens (Le second patient avec une rage de dents)
- Cynthia Lea Clark (La patronne du SPA)
- Nat Bernstein (Le patient # 1)
- Jack Lindine (Le patient # 2)
- Ron Ross (Le patient # 3)

- Pas de narration au début de l'histoire.
- Lors de la sortie de la série en DVD en France, cet épisode est le dernier du premier volume, mais pas le dernier de la première saison qui comporte en tout 59 histoires.

### Épisode 17a:Bienvenue à Winfield
- États-Unis : 7 février 1986 sur CBS
- France : 23 juin 1986 sur La Cinq

- Elisha Cook Jr. (Weldon)
- Alan Fudge (Shériff)
- Henry Gibson (Le maire)
- Jon Caliri (Matt Winnaker)
- JoAnn Willette (Lori Bodell)
- Gerrit Graham (Griffin St George)
- Dennis Fimple (Ray Bob)
- Chip Heller (Elton)
- Sally Klein (Mamie)
- Claudia Bryar (La citadine)
- Dave Morick (Le citadin)

### Épisode 17b:Sursis
- États-Unis : 7 février 1986 sur CBS
- France : 23 juin 1986 sur La Cinq

- Scott Wilson (Matthew Foreman)
- Tess Harper (Sarah)
- Larry Riley (Joshua)
- D.W. Brown (John)
- Jeanne Mori (Irene)

### Épisode 18a:Le Spectre de Grand-Mère
- États-Unis : 14 février 1986 sur CBS
- France : 30 juin 1986 sur La Cinq

- Barret Oliver (Georgie)
- Darlanne Fluegel (La mère de Georgie)
- Frederick Long (La grand-mère de Georgie)

### Épisode 18b:L'Imaginaire vivant
- États-Unis : 14 février 1986 sur CBS
- France : 30 juin 1986 sur La Cinq

- Martin Balsam (Rockne S. O'Bannon)
- Clive Revill (L'agent)
- Joshua Shelley (Herman Gold)
- Tommy Madden (La créature # 1)
- Marlena Giovi (La veuve)
- Penny Baker (Pam)
- Stephen Flanigan (Harry)
- Billy Curtis (La créature # 2)
- Gary Friedkin (La créature # 3)
- Daniel Frishman (La créature # 4)
- Lou Carry (La créature # 5)
- Jerry Maren (La créature # 6)

### Épisode 18c:Histoire de monstre
- États-Unis : 14 février 1986 sur CBS
- France : 30 juin 1986 sur La Cinq

- Dick Shawn (Nelson Westbrook)
- Janet Carroll (Marilyn Cavendish)
- Joel Brooks (Jack Holland)
- Larry Poindexter (Milo Trent)
- Annette McCarthy (Carla)
- Ralph Manza (Sol)
- Kevin Scannell (Le présentateur)
- Mike Pniewski (Page)
- Paul Keith (Paul Loomis)
- Thomas Bellin (Ed Winter)
- Jon Melichar (L'ingénieur)

### Épisode 19a:Les Trois Vœux
- États-Unis : 21 février 1986 sur CBS
- France : 7 juillet 1986 sur La Cinq

- Cork Hubbert (Shawn McGool)
- Joey Green (J.P.)
- Bradley Gregg (Richie)
- Danny Nucci (Buddy)
- James Hess (Sergent Brewer)
- Marguerite DeLain (La mère de J.P.)
- Burr Middleton (Le père de J.P.)
- Charles Stransky (Le père de Buddy)
- Melinda Peterson (La mère de Buddy)

En échange de sa libération, un gnome doit exaucer trois souhaits, un pour chaque garçon l'ayant capturé.
Le premier garçon fait le souhait de posséder des rayons x à la place des yeux. Mais son idée tourne mal parce qu'il peut non seulement voir à travers les vêtements des gens mais aussi à travers leur peau. Le gnome décide d'inverser le vœu, pensant que le garçon a compris.
Le second garçon exige que les parents fassent tout ce que les enfants demandent. Une bonne idée, mais qui elle aussi, comporte quelques inconvénients puisque les enfants doivent dire aux parents quoi faire sinon ceux-ci ne bougent pas. Le souhait est alors annulé.

### Épisode 19b:Le Convoi de la mort
- États-Unis : 21 février 1986 sur CBS
- France : 7 juillet 1986 sur La Cinq

- Steve Railsback (Johnny Davis)
- John De Lancie (Le dispatcher)
- Barry Corbin (Pete Siekovich)
- Ebbe Roe Smith (Gary Frick)
- James Lashly (Merle)
- Paul Jenkins (Le conducteur # 3)
- John D. LeMay (L'homme content)
- Ritch Brinkley (L'homme d'âge moyen)
- Brent Spiner (L'insoumis)
- Nancy Lenehan (La femme accroc)
- Howard Mungo (L'employé # 2)
- Gertrude Flynn (La femme âgée)
- David Wells (L'homme chauve)
- Pat Ast (La femme en surpoids)
- Brian Libby (L'employé # 1)
- Bradley Fisher (Ferret)
- Jimmie F. Skaggs (L'homme au regard méchant)
- Andy Landis (La jeune femme)
- John Barlow (Le routier # 2)
- Virginia Lantry (La jeune fille)
- Donna Lynn Leavy (La femme # 2)
- Gregory Wagrowski (L'homme)
- Lisa Cloud (La femme # 1)

### Épisode 20a:Telle était ma destinée
- États-Unis : 7 mars 1986 sur CBS
- France : 14 juillet 1986 sur La Cinq

- Lane Smith (Professeur Joseph Fitzgerald)
- Andrew Robinson (Président John F. Kennedy)
- Louis Giambalvo (Raymond Livingston)
- Barbara Baxley (Docteur Kate Wange)
- Jerry Hardin (Vice-président Lyndon B. Johnson)
- Mark L. Taylor (Inspecteur)
- Charles Lanyer (Présentateur des nouvelles)
- David Sage (Professeur)
- Ken Hill (Délégué du président)
- Huck Liggett (Texan)
- Gerard Bocaccio (Un étudiant)

### Épisode 20b:Appuyez sur le bouton
- États-Unis : 7 mars 1986 sur CBS
- France : 14 juillet 1986 sur La Cinq

- Mare Winningham (Norma Lewis)
- Brad Davis (Arthur Lewis)
- Basil Hoffman (Monsieur Steward)

Un couple marié, Arthur et Norma Lewis, reçoit une boîte avec un gros bouton rouge enfermé sous une cloche en plastique et une note indiquant que M. Steward viendra les voir. Le soir même, M. Steward leur explique que s'ils appuient sur le bouton, ils recevront 200 000 $ et quelqu'un qu'ils ne connaissent pas mourra. Il leur donne la clef de la cloche en plastique et s'en va.
Norma et Arthur discutent, se disputent, ils démontent la boîte pour se rendre compte qu'elle n'a aucun mécanisme. Finalement, Norma appuie sur le bouton. Le lendemain Steward revient et échange le bouton contre une mallette contenant 200 000 $ en liquide. Avant de partir, il dit à Norma : "Je vous assure que je le donnerai à quelqu'un qui ne vous connaît pas."
- Histoire d'origine :

L'histoire est basée sur la nouvelle Le Jeu du bouton (Button, Button) de Richard Matheson, qui sera plus tard adaptée au cinéma en 2009 par Richard Kelly sous le titre The Box.
Button, Button est sorti aux États-Unis en première publication dans le Playboy de juin 1970, signé par Richard Matheson. L'histoire a été incluse dans un recueil d'histoires courtes de Richard Matheson.
Dans la nouvelle d'origine, après avoir congédié Steward en refusant son offre, les Lewis lui parlent par téléphone. Il ne promet que 50 000 $. La femme appuie sur le bouton, et le mari meurt parce que quelqu'un le pousse sous une rame de métro. Les 50 000 $ sont en fait la prime d'assurance vie. Lorsqu'elle rappelle l'inconnu, Steward demande si elle connaissait vraiment son époux.

### Épisode 21a:Parole de fou
- États-Unis : 21 mars 1986 sur CBS
- France : 21 juillet 1986 sur La Cinq

- William Petersen (Edward Sayers)
- Robin Gammell (Jeffrey Potts)
- Frances McDormand (Amanda Strickland)
- Harold Ayer (Monsieur Strickland)
- Eldon Quick (Docteur Benitz)
- Ellen Albertini Dow (Madame Hotchkiss)
- Shay Garner (Docteur Fall)
- Ray Ballard (Jack Henries)
- Clarence Brown (Wiley Whitlow)

### Épisode 21b:La Neige rouge
- États-Unis : 21 mars 1986 sur CBS
- France : 21 juillet 1986 sur La Cinq

- George Dzundza (Colonel Ulyanov)
- Barry Miller (Ivan Povin)
- Vladimir Skomarovsky (Maire Titov)
- Victoria Tennant (Valentina Orlova)
- Rod Colbin (Ministre)
- Andrew Divoff (Vladimir)
- Lillian Adams (Babushka)
- Jack Diamond (Crishenko)
- Kimberly Ann Morris (Calya)
- Mike Kulcsar (Colodkin)
- Tom Maier (Villageois)

### Épisode 22a:Rire ou mourir au Paradis
- États-Unis : 28 mars 1986 sur CBS
- France : 28 juillet 1986 sur La Cinq

- Tim Thomerson (Billy Diamond)
- Ray Buktenica (Max)
- Xander Berkeley (Dave)
- James MacKrell (Marty)

### Épisode 22b:L'Alphabet du Diable
- États-Unis : 28 mars 1986 sur CBS
- France : 28 juillet 1986 sur La Cinq

- Ben Cross (Frederick)
- Hywel Bennett (Grant)
- Robert Schenkkan (Eli)
- Wayne Alexander (Cornelius)
- Ethan Phillips (Deaver)
- Osmund Bullock (Andrew)
- Jim Piddock (Brian)
- Stuart Dowling (Le créancier)
- Christopher Carroll (Le ramoneur)
- Christopher Grove (L'assistant du ramoneur)

### Épisode 22c:On ne vit qu'une fois
- États-Unis : 28 mars 1986 sur CBS
- France : 28 juillet 1986 sur La Cinq

- Uta Hagen (Gloria)
- Frances Conroy (Ellie Pendleton)
- Lori Petty (Lori Pendleton)
- Joe Santos (Doug Kelleher)
- Candice Azzara (Carla Mollencami)
- Alan Blumenfeld (Edwin Dewett)
- Jay Gerber (L'homme)
- Mimi Monaco (La femme)

Helen, qui vit avec sa sœur Lori en colocation trouve un travail dans une bibliothèque où on peut modifier la vie de chaque être humain. Dans un premier temps, et pour se venger du voisin qui vit à côté de chez elle et se montre un peu trop libertin, elle décide de réécrire son histoire en le faisant homme d'église. Mais lorsqu'elle revient, Lori est devenue serveuse et le décor de l'appartement a changé et par cette action, la voisine qui vit au-dessous de chez elle se retrouve seule et pleure parce qu'à 37 ans, elle n'a pas perdu sa virginité (avant qu'Helen ne réécrive l'Histoire, elle habitait chez le voisin libertin). Plus tard, Helen change la vie de sa voisine en faisant d'elle l'épouse d'un riche locataire de l'immeuble mais encore une fois, cette action comporte d'autres conséquences bien moins réjouissantes: Lori est devenue avocate et le locataire se retrouve en faillite parce qu'il a plus pensé à sa vie conjugale qu'à sa vie professionnelle. Helen fait donc en sorte qu'il s'investisse dans l'immobilier mais cette fois Lori est devenue syndicaliste et pousse les autres locataires à lutter contre lui car il est désormais le propriétaire de l'immeuble. Helen, qui en a assez, décide alors de changer d'adresse et de partager avec sa sœur une maison au bord de la mer. Mais Lori est retrouvée inconsciente parce qu'elle a sauvé un enfant de la noyade.

### Épisode 23a:Jeux d'ombres
- États-Unis : 4 avril 1986 sur CBS
- France : 4 août 1986 sur La Cinq

- Peter Coyote (Adam Grant)
- Janet Eilber (Erin Jacobs)
- Deborah May (Carol Ritchie)
- Ramon Bieri (Flash)
- William Schallert (Le père de Grant)
- William Smith (Le gardien de prison)
- Earl Billings (Jimmy)
- George Petrie (Le juge)
- Guy Boyd (Mark Ritchie)
- Hank Garrett (Le directeur de la prison)
- Ellaraino (Travailleur)
- Gilbert De La Pena (Munoz)

- Adam Grant va être exécuté par pendaison, et non par électrocution.
- Le Père d'Adam Grant joue le rôle du prêtre alors que dans la série originale le prêtre était déjà prêtre lorsqu'Adam reçoit sa visite.
- Le procureur s'appelle Mark et non Henry comme dans la série originale.
- C'est l'avocate de la défense d'Adam et non l'attaché de presse du procès qui rend visite au procureur et tente de le faire changer d'avis.
- Inversement par rapport à l'épisode original, Adam et ses avocats successifs sont assis à la table de gauche et le procureur à celle de droite.
- Adam avoue qu'à part lui, seule sa sœur garde le même rôle dans ses cauchemars. Dans l'épisode original, il était le seul personnage à ne pas changer d'identité..

### Épisode 23b:Chant de grâce
- États-Unis : 4 avril 1986 sur CBS
- France : 4 août 1986 sur La Cinq

- Julia Migenes Johnson (Rosemarie Miletti)
- Sydney Penny (Mary Miletti)
- Rhoda Gemignani (Angelina)
- Kay E. Kuter (Maestro Barbieri)
- Catherine Paolone (Dorothy à 35 ans)
- Ross Evans (Sam)
- Devon Pierce (Theresa)
- Gina Vinaccia (Dorothy à 9 ans)
- Elliott Scott (Joey)
- Toni Sawyer (Vieille dame)
- Tom Finnegan (Le chauffeur de taxi)
- Craig Schaefer (Garde)
- Sandy Lipton (La femme)

### Épisode 24a:Les Extraterrestres
- États-Unis : 11 avril 1986 sur CBS
- France : 11 août 1986 sur La Cinq

- Victor Garber (Docteur Kevin Carlson)
- Stacey Nelkin (Faith)
- Jeff Morrow (H.G. Orson)
- John Agar (Pop)
- Kenneth Tobey (Shériff Haskin)
- Warren Stevens (Major Whitmore)
- Richard Partlow (Sergent)
- Myles O'Brien (Jeune homme)

### Épisode 24b:Le Dernier Chevalier
- États-Unis : 11 avril 1986 sur CBS
- France : 11 août 1986 sur La Cinq

- Richard Kiley (Sir Lancelot Du Lac)
- Jenny Agutter (Morgan Le Fay)
- John Cameron Mitchell (Tom)
- Norman Lloyd (Merlin)
- Anthony LaPaglia (Punk # 1)
- Don Stark (Punk # 2)